# Leia humeralis
Leia humeralis är en tvåvingeart som först beskrevs av Enrico Adelelmo Brunetti 1912.  Leia humeralis ingår i släktet Leia och familjen svampmyggor. Inga underarter finns listade i Catalogue of Life.